# Lauringrabben
Der Lauringrabben ist ein kleiner Nunatak im ostantarktischen Königin-Maud-Land.
Er liegt im Helsetskarvet in den Kottasbergen (norwegisch Milorgfjella nach der Widerstandsorganisation Milorg), dem nordöstlichen Teil der Heimefrontfjella, und ist nach dem Widerstandskämpfer Kolbein Lauring (1914–1987) benannt.